# Karl von Mentz
Friedrich Franz Karl von Mentz (* 10. Juli 1853 in Schwerin; † 18. Januar 1937) war ein preußischer Generalleutnant.

## Leben

### Herkunft
Mentz war der Sohn eines großherzoglich mecklenburgischen Oberst und dessen Ehefrau Emilie, geborene Grunwald.

### Militärkarriere
Mentz erhielt seine Erziehung im elterlichen Hause, besuchte eine Privatschule sowie das Gymnasium und die Ritterakademie in Brandenburg an der Havel. Anschließend durchlief er die Kadettenhäuser in Plön und Berlin. Am 2. August 1870 wurde Mentz während des Krieges gegen Frankreich als charakterisierter Portepeefähnrich dem Ersatzbataillon des Ostfriesischen Infanterie-Regiment Nr. 78 der Preußischen Armee überweisen. Er nahm an der Belagerung von Metz sowie den Kämpfen bei Beaune-la-Rolande, Beaugency und Le Mans teil. Nach dem Frieden von Frankfurt avancierte Mentz im März 1872 zum Sekondeleutnant und war von August 1876 an für drei Jahre als Adjutant des I. Bataillons in Emden tätig. Im Anschluss daran folgte seine Kommandierung als Adjutant zum Bezirkskommando Aurich und in dieser Stellung stieg er am 7. Dezember 1880 zum Premierleutnant auf. Mit Patent vom 12. Juli 1877 wurde Mentz am 15. Juni 1882 nach Minden in das Infanterie-Regiment „Prinz Friedrich der Niederlande“ (2. Westfälisches) Nr. 15 versetzt. Hier fungierte er zunächst als stellvertretender Regimentsadjutant und in den Jahren 1883/85 als untersuchungsführender Offizier. Unter Beförderung zum Hauptmann und Stellung à la suite des 1. Westfälischen Infanterie-Regiments Nr. 13 wurde Mentz am 3. August 1885 als Kompanieführer zur Unteroffizierschule Biebrich versetzt. Unter Belassung in dieser Stellung versetzte man ihn am 16. Mai 1888 in das 4. Brandenburgische Infanterie-Regiment Nr. 24 (Großherzog von Mecklenburg-Schwerin). Am 16. April 1889 nahm Mentz seinen Dienst als Chef der 9. Kompanie in Havelberg auf. Unter Stellung à la suite seines Regiments wurde er dann am 17. Juni 1893 zum Kommandeur der Unteroffizierschule in Weilburg ernannt. In dieser Eigenschaft war Mentz weiterhin tätig, als er am 18. November 1893 zum überzähligen Major befördert und à la suite des Füsilier-Regiments „Prinz Heinrich von Preußen“ (Brandenburgisches) Nr. 35 gestellt wurde. Am 18. Juni 1895 erfolgte seine Versetzung als Kommandeur des III. Bataillons in das 4. Thüringische Infanterie-Regiment Nr. 72. Im Sommer 1897 war Mentz zur Generalstabsreise des IV. Armee-Korps kommandiert. Unter Enthebung von seiner Stellung als Bataillonskommandeur trat er am 22. Mai 1900 zum Regimentsstab über und wurde am 16. Juni 1900 zum Oberstleutnant befördert. Mit seiner Versetzung zum 9. Westpreußisches Infanterie-Regiment Nr. 176 avancierte Mentz zum Oberst und fungierte vom 12. September 1902 bis zum 24. Oktober 1906 als Kommandeur dieses Verbandes.
Anschließend wurde er nach Düsseldorf versetzt und als Generalmajor zum Kommandeur der 28. Infanterie-Brigade ernannt. Mit seiner Ernennung zum Kommandanten von Magdeburg war am 3. März 1910 die Verleihung des Charakters als Generalleutnant verbunden. Von diesem Posten wurde Mentz am 31. März 1912 entbunden und in Genehmigung seines Abschiedsgesuches mit der gesetzlichen Pension zur Disposition gestellt. In Würdigung seiner Verdienste erhielt er nach seiner Verabschiedung den Stern zum Roten Adlerorden II. Klasse mit Eichenlaub.
Mit Ausbruch des Ersten Weltkriegs wurde Mentz als z. D.-Offizier wiederverwendet und fungierte bis 1915 als Kommandeur der stellvertretenden 15. Infanterie-Brigade in Halle (Saale).

### Familie
Mentz war mit Johanna Lamberti verheiratet. Nach ihrem Tod ehelichte er Margarethe Schoenjahn.